# Lyon Open (kobiety)
Lyon Open, właśc. Open 6ème Sens – Métropole de Lyon – żeński turniej tenisowy kategorii WTA International Series zaliczany do cyklu WTA Tour, rozgrywany na twardych kortach w hali we francuskim Lyonie począwszy od sezonu 2020.

## Mecze finałowe

### Gra pojedyncza kobiet
| Rok  | Zwyciężczyni | Finalistka         | Wynik         |
| 2021 | Clara Tauson | Viktorija Golubic  | 6:3, 6:1      |
| 2020 | Sofia Kenin  | Anna-Lena Friedsam | 6:2, 4:6, 6:4 |

### Gra podwójna kobiet
| Rok  | Zwyciężczynie                    | Finalistki                                | Wynik          |
| 2021 | Viktória Kužmová Arantxa Rus     | Eugenie Bouchard Olga Danilović           | 3:6, 7:5, 10–7 |
| 2020 | Laura Ioana Paar Julia Wachaczyk | Lesley Pattinama Kerkhove Bibiane Schoofs | 7:5, 6:4       |